# 新納康久
新納 康久（にいろ やすひさ）は、戦国時代の武将。島津氏の家臣。

## 略歴
新納氏庶流・新納忠澄の子として誕生。
幼年より島津忠良に奉公し、忠良の命でつけられた安楽雅楽介・伊駒筑前介、並びに大弐という女性の三人に養育された。成長すると忠良の家老となり、天文8年（1539年）に忠良と対立していた薩州家島津実久方の武将・大山内蔵介の拠る加世田城攻めに参加。天文11年（1542年）、種子島恵時と子・時尭の内訌が起きると、島津貴久の命で和解の使者として派遣された。天文17年（1548年）、伊集院忠朗に代わって薩摩国市来鶴丸城を預かっている。
天文18年（1549年）、鹿児島を訪れていたフランシスコ・ザビエルが布教の途中鶴丸城に立ち寄ると、康久は手厚くもてなし自由に布教する事を許している。この時に康久夫人と子・久饒、旅庵を始め家臣17人が洗礼を受けている。永禄4年（1561年）にルイス・デ・アルメイダが島津貴久の招きで鹿児島を訪ねる途中鶴丸城も立ち寄った際には、更に70名が洗礼を受けたと伝えられている。
没年は不明ながら、8月2日に病死した。